# Skeleton-Weltcup 1996/97
Der Skeleton-Weltcup 1996/97 war eine zwischen dem 15. Dezember 1996 und dem 25. Januar 1997 von der FIBT veranstaltete Wettkampfserie im Skeleton. Saisonhöhepunkt waren die Weltmeisterschaften im amerikanischen Lake Placid. Bei den Männern gewann Alexander Müller aus Österreich den Weltcup. Nachdem es im Bobsport bereits seit einigen Jahren eine Art Weltcup für die Frauen gab, zogen die Skeletonis nun nach. Den erstmals ausgetragenen, sogenannten Ladies Cup gewann Steffi Hanzlik aus Deutschland.

## Ergebnis-Übersicht
| 1. Weltcup und Ladies Cup in Königssee, 15. Dezember 1996 | 1. Weltcup und Ladies Cup in Königssee, 15. Dezember 1996 | 1. Weltcup und Ladies Cup in Königssee, 15. Dezember 1996 | 1. Weltcup und Ladies Cup in Königssee, 15. Dezember 1996 | 1. Weltcup und Ladies Cup in Königssee, 15. Dezember 1996 |
| --------------------------------------------------------- | --------------------------------------------------------- | --------------------------------------------------------- | --------------------------------------------------------- | --------------------------------------------------------- |
| Disziplin                                                 | Erster Platz                                              | Zweiter Platz                                             | Dritter Platz                                             |                                                           |
| Frauen                                                    | Steffi Hanzlik                                            | Mellisa Hollingsworth                                     | Michelle Kelly                                            |                                                           |
| Männer                                                    | Alexander Müller                                          | Franz Plangger                                            | Ryan Davenport                                            |                                                           |

| 2. Weltcup und Ladies Cup in Igls, 21. Dezember 1996 | 2. Weltcup und Ladies Cup in Igls, 21. Dezember 1996 | 2. Weltcup und Ladies Cup in Igls, 21. Dezember 1996 | 2. Weltcup und Ladies Cup in Igls, 21. Dezember 1996 | 2. Weltcup und Ladies Cup in Igls, 21. Dezember 1996 |
| ---------------------------------------------------- | ---------------------------------------------------- | ---------------------------------------------------- | ---------------------------------------------------- | ---------------------------------------------------- |
| Disziplin                                            | Erster Platz                                         | Zweiter Platz                                        | Dritter Platz                                        |                                                      |
| Frauen                                               | Steffi Hanzlik                                       | Michelle Kelly                                       | Mellisa Hollingsworth                                |                                                      |
| Männer                                               | Alexander Müller                                     | Christian Auer                                       | Franz Plangger                                       |                                                      |

| 3. Weltcup und Ladies Cup in La Plagne, 19. Januar 1997 | 3. Weltcup und Ladies Cup in La Plagne, 19. Januar 1997 | 3. Weltcup und Ladies Cup in La Plagne, 19. Januar 1997 | 3. Weltcup und Ladies Cup in La Plagne, 19. Januar 1997 | 3. Weltcup und Ladies Cup in La Plagne, 19. Januar 1997 |
| ------------------------------------------------------- | ------------------------------------------------------- | ------------------------------------------------------- | ------------------------------------------------------- | ------------------------------------------------------- |
| Disziplin                                               | Erster Platz                                            | Zweiter Platz                                           | Dritter Platz                                           |                                                         |
| Frauen                                                  | Steffi Hanzlik                                          | Michelle Kelly                                          | Susan Speiran                                           |                                                         |
| Männer                                                  | Ryan Davenport                                          | Michael Grünberger                                      | Willi Schneider                                         |                                                         |

| 4. Weltcup und Ladies Cup in Winterberg, 25. Januar 1997 | 4. Weltcup und Ladies Cup in Winterberg, 25. Januar 1997 | 4. Weltcup und Ladies Cup in Winterberg, 25. Januar 1997 | 4. Weltcup und Ladies Cup in Winterberg, 25. Januar 1997 | 4. Weltcup und Ladies Cup in Winterberg, 25. Januar 1997 |
| -------------------------------------------------------- | -------------------------------------------------------- | -------------------------------------------------------- | -------------------------------------------------------- | -------------------------------------------------------- |
| Disziplin                                                | Erster Platz                                             | Zweiter Platz                                            | Dritter Platz                                            |                                                          |
| Frauen                                                   | Michelle Kelly                                           | Susan Speiran                                            | Steffi Hanzlik                                           |                                                          |
| Männer                                                   | Ryan Davenport                                           | Willi Schneider                                          | Alexander Müller                                         |                                                          |

| Weltmeisterschaften in Lake Placid, | Weltmeisterschaften in Lake Placid, | Weltmeisterschaften in Lake Placid, | Weltmeisterschaften in Lake Placid, | Weltmeisterschaften in Lake Placid, |
| ----------------------------------- | ----------------------------------- | ----------------------------------- | ----------------------------------- | ----------------------------------- |

## Gesamtwertung

### Frauen
Bei den Frauen erhielten die 15 besten Pilotinnen je nach Platzierung Weltcuppunkte. Die Punkteverteilung sah folgendermaßen aus:
| Platz  | 1  | 2  | 3  | 4  | 5  | 6  | 7 | 8 | 9 | 10 | 11 | 12 | 13 | 14 | 15 |
| Punkte | 20 | 17 | 15 | 13 | 11 | 10 | 9 | 8 | 7 | 6  | 5  | 4  | 3  | 2  | 1  |

Die ehemalige Rennrodlerin Steffi Hanzlik, die das frühere DDR-Leistungssportsystem zu Beginn ihrer Karriere noch miterlebt hatte, gewann mit gerade einmal 20 Jahren den ersten offiziellen Skeleton-Weltcup der Frauen. Auch in den 3 weiteren Wettbewerben profitierte sie von ihrer soliden Ausbildung und gewann drei von vier Weltcups und wurde erste Gesamtweltcupsiegerin der Frauen. Härteste Konkurrentin war die Kanadierin Michelle Kelly, die am Ende nur sechs Punkte hinter Hanzlik lag. Dritte wurde die Schweizerin Maya Bieri. Caroline Burdet, immerhin Bob-Weltcupgesamtsiegerin, nunmehr für Liechtenstein startend, war aus Enttäuschung über die schleppende Entwicklung des Frauenbobsports zu den Skeletonis gewechselt. Mit Rang vier erreichte sie gleich in der ersten Saison ihr bestes Gesamtergebnis, eine große Zukunft war ihr aber auch im Skeleton nicht beschieden.
| Rang | Athlet                | KÖN | IGL | LAP | WIN | Punkte |
| ---- | --------------------- | --- | --- | --- | --- | ------ |
| 01   | Steffi Hanzlik        | 1   | 1   | 1   | 3   | 75     |
| 02   | Michelle Kelly        | 3   | 2   | 2   | 1   | 69     |
| 03   | Maya Bieri            | 4   | 4   | 4   | 5   | 50     |
| 04   | Caroline Burdet       | 5   | 7   | 5   | 11  | 36     |
| 05   | Ursi Walliser         | 6   | 5   | –   | 4   | 34     |
| 06   | Susan Speiran         | –   | –   | 3   | 2   | 32     |
| 07   | Mellisa Hollingsworth | 2   | 3   | –   | –   | 32     |
| 08   | Astrid Ebner          | DNF | 6   | 12  | 2   | 24     |
| 09   | Ramona Rahnis         | DSQ | 9   | 8   | 7   | 24     |
| 10   | Sarah Smith           | 8   | 10  | 9   | 13  | 24     |
| 11   | Juleigh Walker        | 7   | –   | –   | –   | 17     |
| 12   | Miranda Finney        | 9   | 11  | 11  | DNF | 17     |
| 13   | Mikoko Yoshioka       | –   | –   | 6   | 12  | 14     |
| 14   | Heidi Timko           | 10  | 13  | 8   | –   | 13     |
| 15   | Maribel Serrano       | 8   | 16  | 13  | –   | 12     |
| 16   | Fiona Vescoli         | –   | 7   | –   | –   | 11     |
| 17   | Yoshiko Ōta           | 13  | 17  | –   | 12  | 9      |
| 18   | Aya Shibata           | –   | –   | 10  | –   | 8      |

### Männer
Bei den Männern erhielten die 42 besten Piloten je nach Platzierung Weltcuppunkte. Die Punkteverteilung sah folgendermaßen aus:
Nachdem die ersten 2 Wettbewerbe im Jahr 1996 stattgefunden hatten, sah es nach einer innerösterreichischen Meisterschaft aus. Alexander Müller lag nach 2 Siegen vorn, gefolgt vom Vorjahresdritten Christian Auer und Franz Plangger. Titelverteidiger Ryan Davenport lag hinter dem Deutschen Willi Schneider auf Rang fünf. Allerdings setzte Auer in den verbliebenen zwei Weltcups aus, während Davenport sich durch seinen Sieg in La Plagne auf den zweiten Platz vorschob. Ihn trennten vor dem Finale in Winterberg nur noch acht Punkte auf den Führenden Alexander Müller. Auf der Bahn im Sauerland reichte Müller letztlich ein dritter Platz, um trotz eines Sieges von Davenport den Gesamtweltcup zu gewinnen. Willi Schneider verdrängte Plangger mit dem zweiten Platz in Winterberg noch vom dritten Platz in der Gesamtwertung. Der Vorjahresgesamtzweite Michael Grünberger verpasste eine bessere Platzierung durch sein Fehlen beim ersten Weltcup in Königssee. Mit einem Podestplatz dort hätte er noch in den Kampf um den Gesamtweltcup eingreifen können.
| Rang | Athlet                 | IGL | KÖN | LAP | WIB | Punkte |
| ---- | ---------------------- | --- | --- | --- | --- | ------ |
| 01   | Alexander Müller       | 1   | 1   | 4   | 3   | 169    |
| 02   | Ryan Davenport         | 3   | 7   | 1   | 1   | 166    |
| 03   | Willi Schneider        | 4   | 4   | 3   | 2   | 160    |
| 04   | Franz Plangger         | 2   | 3   | 5   | 5   | 158    |
| 05   | Kazuhiro Koshi         | 10  | 7   | 7   | 4   | 144    |
| 06   | Mario Guggenberger     | 11  | 6   | 10  | 6   | 139    |
| 07   | Felix Poletti          | 9   | 5   | 6   | 14  | 138    |
| 08   | Urs Vescoli            | 7   | 17  | 9   | 9   | 130    |
| 09   | Andy Böhme             | 12  | 11  | 11  | 8   | 130    |
| 10   | Chris Soule            | 5   | 14  | 13  | 11  | 129    |
| 11   | Renato Bussola         | 8   | 10  | 20  | 10  | 124    |
| 12   | Michael Grünberger     | –   | 9   | 2   | 7   | 112    |
| 13   | Jeff Pain              | 15  | 20  | 17  | 12  | 108    |
| 14   | Stevie Brügger         | 15  | 12  | 28  | 12  | 105    |
| 15   | Marco Filippin         | 22  | 15  | 21  | 16  | 98     |
| 16   | Roch Rochester         | 20  | 18  | 15  | 24  | 95     |
| 17   | Peter Meyer            | 13  | 22  | 25  | 19  | 93     |
| 18   | Nico Baracchi          | 14  | 13  | 12  | –   | 90     |
| 19   | Jürg Geiser            | 24  | 25  | 16  | 21  | 86     |
| 20   | Pavel Lubas            | 18  | 24  | 22  | 22  | 86     |
| 21   | Kristan Bromley        | 40  | 23  | 8   | 17  | 84     |
| 22   | Christian Auer         | 6   | 2   | –   | –   | 79     |
| 23   | Walter Stern           | 27  | –   | 14  | 15  | 73     |
| 24   | Philippe Cavoret       | 28  | 29  | 18  | 27  | 70     |
| 25   | Hubert Lageder         | 29  | 26  | 23  | –   | 51     |
| 26   | Adrian Collins         | 39  | 26  | 30  | 28  | 49     |
| 27   | Orvie Garrett          | 23  | 16  | –   | –   | 47     |
| 28   | Steve Anson            | 25  | 34  | 36  | 30  | 47     |
| 29   | Greg Hagaman           | 21  | 21  | –   | –   | 44     |
| 30   | David Duverney         | –   | 36  | 27  | 31  | 43     |
| 31   | Scott McBride          | –   | –   | 26  | 18  | 42     |
| 32   | Yves Boyer             | 26  | –   | 19  | –   | 41     |
| 33   | Paolo Farina           | 33  | 33  | –   | 33  | 40     |
| 34   | Marek Jiricko          | 46  | 38  | 32  | 23  | 36     |
| 35   | Tim Blust              | –   | –   | 29  | 25  | 32     |
| 36   | Jim Shea               | 38  | 19  | –   | –   | 29     |
| 37   | Christian Steger       | 34  | 28  | 39  | –   | 28     |
| 38   | Anton Buchberger       | 17  | –   | –   | –   | 26     |
| 39   | Dennis Clerkin         | 19  | –   | –   | –   | 24     |
| 40   | Emanuel Zampori        | –   | 40  | 31  | 34  | 24     |
| 41   | Josef Chuchla          | 31  | 31  | –   | –   | 24     |
| 42   | Bill O’Chee            | –   | –   | –   | 20  | 23     |
| 43   | Jiri Havlik            | 44  | 46  | 37  | 26  | 23     |
| 44   | Eric Brown             | –   | –   | 34  | 29  | 23     |
| 45   | Eric Perrierre         | –   | –   | 24  | –   | 19     |
| 46   | Sebastian Ellecosta    | 37  | 30  | –   | –   | 19     |
| 47   | Danny Bryant           | 36  | 32  | –   | –   | 18     |
| 48   | Erik Skollerud         | 30  | 39  | –   | –   | 17     |
| 49   | Stéphane Gonthier      | –   | 42  | 35  | 35  | 17     |
| 50   | Mick Maddock           | 42  | 44  | 38  | 36  | 17     |
| 51   | Jan Voitel             | –   | –   | –   | 32  | 11     |
| 52   | André Vachenauer       | 32  | –   | –   | –   | 11     |
| 53   | Havard Engelien        | 43  | 35  | –   | –   | 8      |
| 54   | Arthur Schlechtleitner | 41  | 37  | –   | –   | 8      |
| 55   | Nigel McDonald         | –   | –   | 41  | 38  | 7      |
| 56   | Andrea Benatti         | –   | –   | 46  | 37  | 6      |
| 57   | Milan Pospisil         | –   | –   | 45  | 39  | 4      |
| 58   | Martin Burkhard        | 45  | 41  | 44  | 42  | 3      |
| 59   | Alberto Polacchi       | –   | –   | –   | 41  | 2      |
| 60   | Laurent Duc            | –   | –   | 42  | –   | 1      |
| −    | Gian Marco Bianchi     | –   | –   | 43  | –   | 0      |
| −    | Sid Lawrence           | –   | 45  | –   | –   | 0      |
| −    | Andi Schober           | DNF | –   | –   | –   | 0      |
| −    | Jaime Tapia            | –   | 43  | –   | –   | 0      |